# Antón de Madariaga
Antón de Madariaga Zobarán (Górliz, 24 de agosto de 1921 - Plencia, 28 de marzo de 2013) fue un empresario y político del PNV.

## Biografía
Antón de Madariaga Zobaran, bautizado como Antonio, nació en el caserío Ormazalanda de Gorliz, el 24 de agosto de 1921, e hizo vida en Plentzia. Quedó huérfano a los veinte años de edad, cuando su padre falleció ahogado. Su padre, José Antonio Salustiano de Madariaga Zabala (9 de junio de 1888 - 1941) estudió en la Escuela Náutica de Plentzia, y fue capitán del buque BANDERAS (de la Naviera Vascongada), falleciendo en el hundimiento de dicho buque al ser torpedeado y hundido por un submarino mercante frente a las costas gallegas (a comienzos de la Segunda Guerra Mundial). Su madre fue Águeda de Zobaran Lotina (Plentzia, 1897).
José Antonio y su madre, Águeda tuvieron 9 hijos e hijas: Antón, el mayor, Begoña, Jesús, Águeda, Carmen, Merche, Asun, José y Juan.
Antón se casó con Rosario de Ibarra Astoreca, y tuvieron 4 hijos e hijas: Rosario, Antón, Joseba e Iratxe Madariaga Ibarra.

## Vida laboral
Antón se licenció en Ciencias Económicas por la Universidad de Deusto, en 1944, y en Derecho por la Universidad de Valladolid dos años más tarde. Su vida laboral comenzó como administrativo del Banco de Bilbao, en la que trabajó 3 años. Más tarde pasó a Iberduero como inspector de filiales, entre 1949 y 1959. Prosiguió en Altos Hornos de Vizcaya como interventor general y director financiero. En 1969 paso a Petronor, hasta su jubilación en 1987, en la que fue director general. En la empresa petrolera llegó a ser vicepresidente.
Entre otros cargos están la presidencia de la Cámara de Comercio de Bilbao desde 1978 y durante la década de los 80. En 1997 el Ministerio de Trabajo y Asuntos Sociales le concedió la Cruz de Oro de la Orden Civil de la Solidaridad Social por su labor desarrollada en el tratamiento y rehabilitación de toxicómanos.

## Política
Militante del PNV desde el franquismo, fue alacalde de Plentzia entre 1995 y 1999. Tras la detención de Pinochet en 1999, Madariaga defendió públicamente al general Augusto Pinochet, señalando que "es una bella persona. Había que conocer Chile para entender lo que hizo", y que en su presencia "no permito que se hable mal de él", ya que le conoció personalmente, justificando que "no hay derecho a lo que se le está haciendo ahora, ya que había que conocer Chile en aquella época para entender lo que hizo el general".